# 施家殷
施家殷，MH（1966年—），現為「建時地產」的創辦人及公司主席，業務範圍在北京、上海、廣州、深圳、和英國等地產投資、地產發展、籌建及項目管理。以及香港和日本房地產的開發與項目管理。 
同時為與中國航天工業集團合資的大型洗滌設備(包括水洗、乾洗、整燙、熨燙設備)生產商「中施機械設備有限公司」的股東及董事局成員。
在展開地產投資及發展工作之前，曾經是「凱達」建築師事務所創辦人之一，並出任集團的董事總經理和項目董事與認可人士，集團每年收入逾二十三億港元。

## 學歷与专业资历
施家殷早年就讀香港華仁書院（1977年至1980年）和英國 Prior Park College（1980年至1984年），是澳洲新南威爾斯大學建築設計理學士，澳洲新南威爾斯大學建築榮譽學士和澳洲新南威爾斯大學工程管理學碩士，香港科技大學榮譽院士2020，澳洲皇家建築師學會會員、澳洲特許建築師、英國皇家建築師學會會員、香港建築師學會資深會員、香港城市設計學會會員、香港董事學會資深會員、香港註冊建築師、香港政府認可人士(建築師)、亞太經合建築師、中華人民共和國一級註冊建築師資格、英國皇家特許建築工程師、英國皇家特許建築工程師學會資深會員與香港市務學會會士。
現任及曾出任逾一百個公職，其中包括香港特別行政區政府行政上訴委員會委會、獨立監察警方處理投訴委員會觀察員、香港終審法院司法機構之律師紀律審裁團成員、 屋宇署認可人士註冊委員會主席、政府總部運輸及房屋局交通審裁處委員會委員、九龍樂善堂第136屆主席、香港科技大學諮詢委員會成員、常務委員會成員、校董會成員、校園發展委員會主席以及香港科技大學(廣州)校園發展項目督導委員會委員、香港房地產協會副會長及華東區主席、香港房屋協會監事會委員、扶康會董事局主席、康融服務有限公司主席、全國工商聯房地產商會 - 香港及國際分會之創會執行委員、香港城市大學工商業領袖協會指導委員會成員、香港知專設計學院顧問委員會主席、職業訓練局委員會成員、香港地產行政師學會會長、香港總商會地產及基建委員會主席、香港專業及資深行政人員協會創會理事及副會長、香港兒童基金會名譽主席、粵港澳大灣區經貿協會榮譽會長及召集人、寰宇交響樂團榮譽主席；兒童及青少年理財教育推廣基金諮詢委員會顧問、香港建築師註冊管理局主席、英國皇家特許建築工程師協會 - 香港地區主席、優才書院校董會主席、團結香港基金顧問等等。

## 所获獎項及荣誉
- 於2017年獲香港特別行政區政府頒授榮譽勳章[22]
- 於2012年被40+協會選為全港40歲以上社會傑出人士的「40+典範」[23]
- 於2005年獲香港特區政府行政長官委任為香港特區策略發展委員會成員[24]。
- 於2020年，施先生獲香港科技大學頒授「榮譽大學院士」徽銜。
- 於2023年，施先生榮獲「大灣區學院」頒授「大灣區榮譽院士」徽銜。[25]
- 於2024年，施先生榮獲「香港市務學會」頒授「會士」徽銜。[9]